# St. Laurentius und Mariä Himmelfahrt (Fridritt)

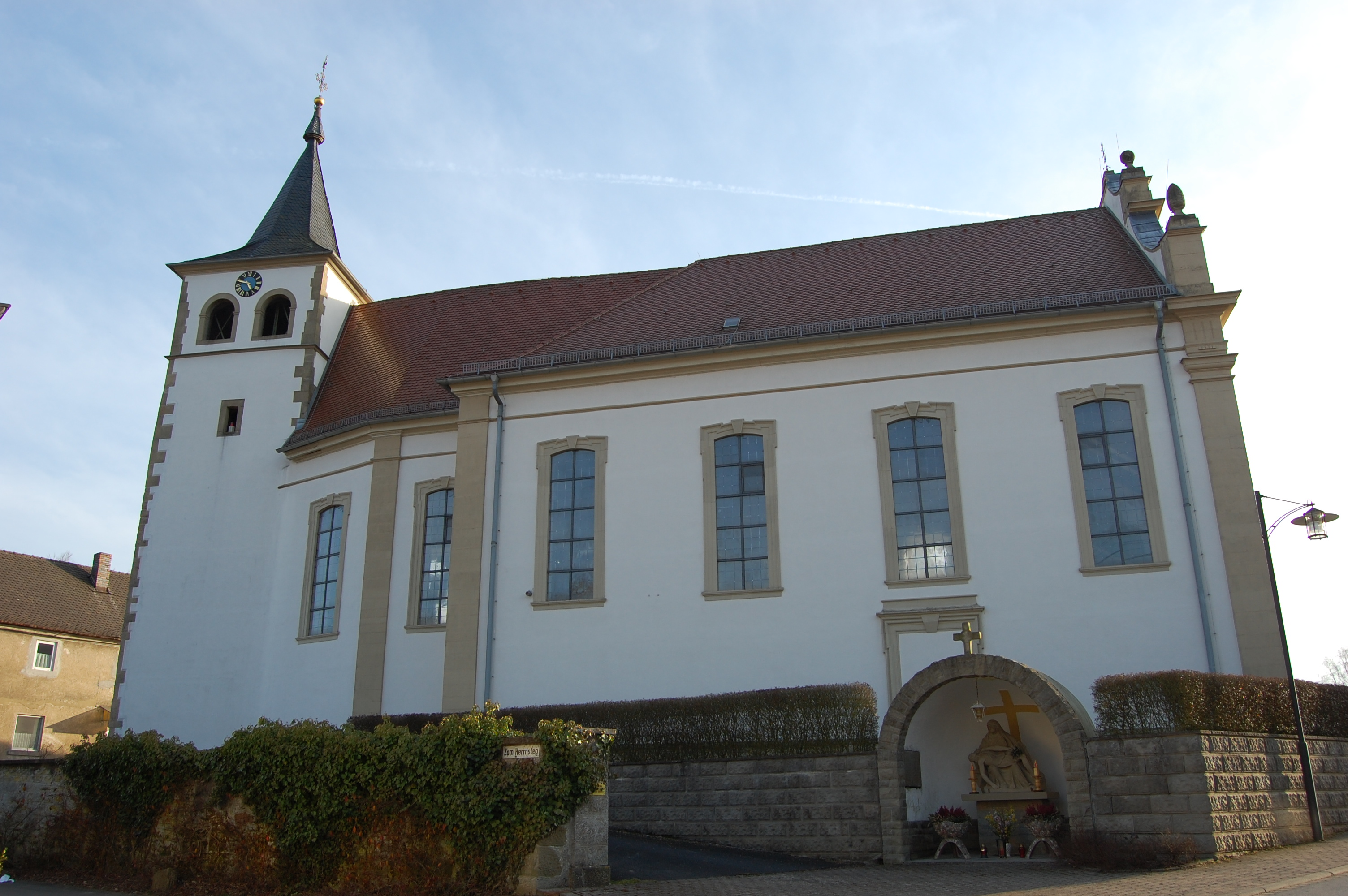
Die Kirche St. Laurentius und Mariä Himmelfahrt von Fridritt.

Die römisch-katholische Kirche St. Laurentius und Mariä Himmelfahrt  befindet sich in Fridritt, einem Gemeindeteil der Stadt Münnerstadt im unterfränkischen Landkreis Bad Kissingen. Sie ist dem hl. Laurentius von Rom sowie Mariä Himmelfahrt geweiht.
Die Kirche gehört zu den Münnerstädter Baudenkmälern und ist unter der Nummer D-6-72-135-122 in der Bayerischen Denkmalliste registriert.

## Geschichte

### Erste Wallfahrtskapelle
Fridritt war – besonders nach dem Dreißigjährigen Krieg – ein beliebter Wallfahrtsort; die Wallfahrer wurden von Pfarrern aus Wermerichshausen (heute Stadtteil von Münnerstadt) und dem Kloster Bildhausen betreut. Dass die Wallfahrt schon vor dem Dreißigjährigen Krieg bestand, lässt sich aus einer Notiz des Geschichtsschreibers Ignaz Gropp schließen, der zufolge die Wallfahrt in den Kriegswirren einging, sowie aus einem Bericht über frühere Wallfahrten von Valentin IV., Abt des Klosters Bildhausen, aus dem Jahr 1656 an den Würzburger Weihbischof Johann Melchior Söllner.
Zu dieser Zeit gab es im Ort bereits eine erste, möglicherweise im 14. Jahrhundert entstandene Kapelle, die sich möglicherweise an der Stelle der Sakristei der heutigen Fridritter Kirche befand. Über die Ursprünge dieser Kapelle ist nichts bekannt. Der Hochaltar war der Muttergottes, der rechte Seitenaltar dem hl. Laurentius von Rom und der linke Seitenaltar den heiligen Aposteln geweiht. Nach dem Dreißigjährigen Krieg wurden an der Kapelle Schäden repariert, wobei der Münnerstädter Maler Adam Eigenbrodt die Fenster und die Gipserei der Kapelle bemalte.
Der Sage nach sollen an den Abenden vor den Marienfesten Seufzer in der Kapelle zu hören gewesen sein; an den Marienfesten selbst soll ein Glöcklein geläutet haben.

### St. Laurentius und Mariä Himmelfahrt

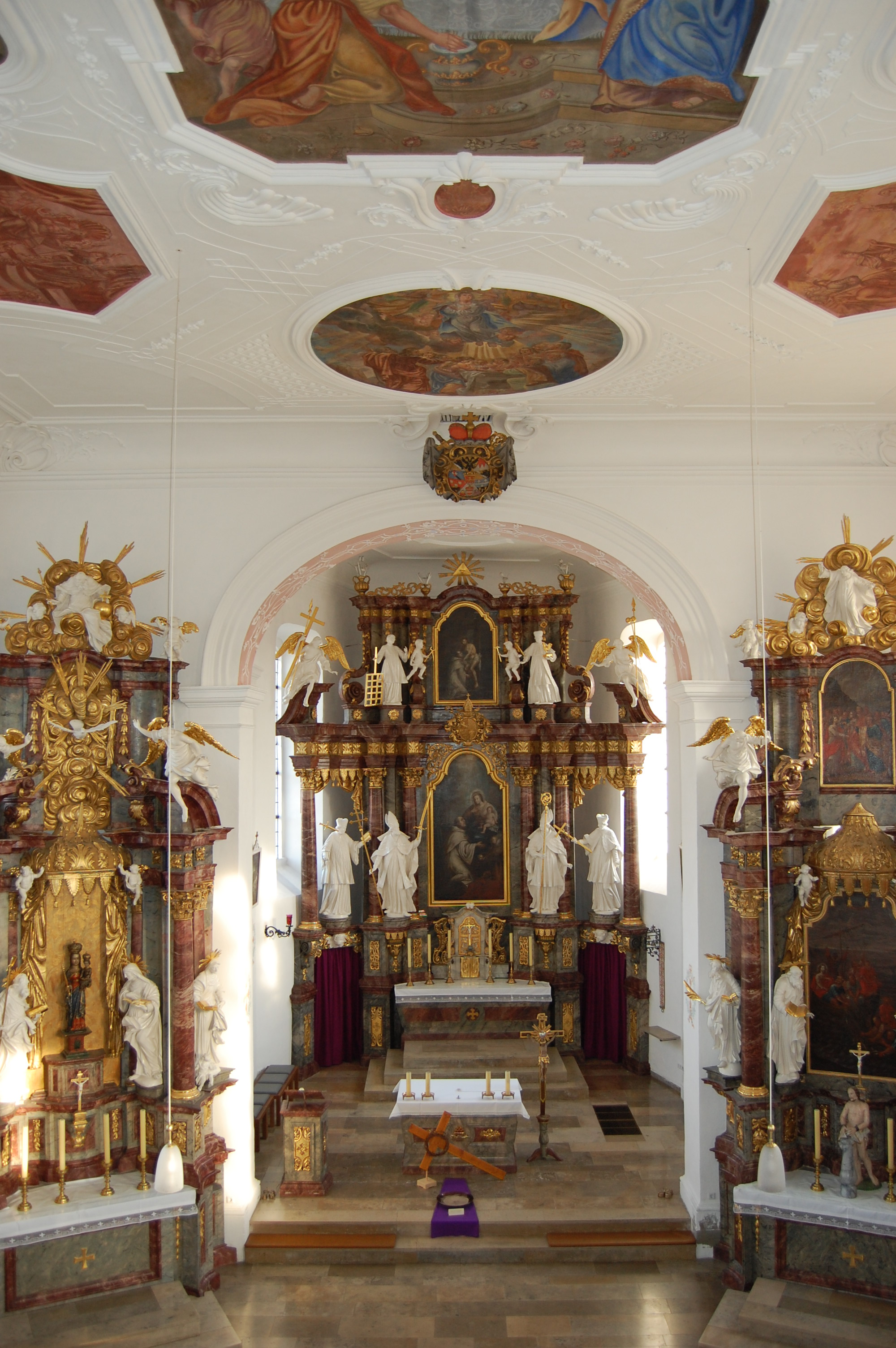
Das Innere der Fridritter Kirche.

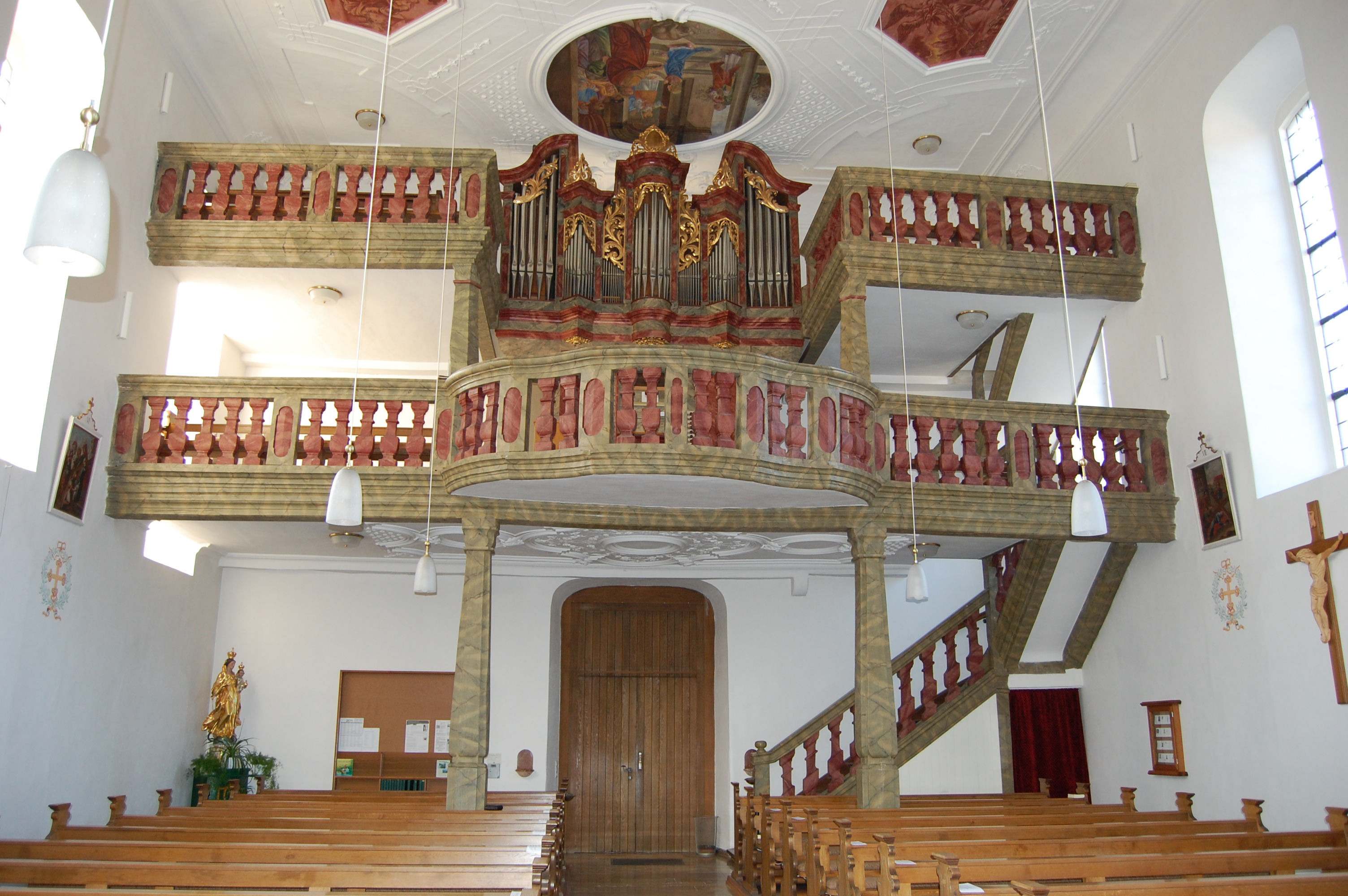
Orgelempore.

Als die Anzahl der Wallfahrer immer stärker zunahm und auch der Bau einer Emporkirche in der ab 1728 baufälligen Kapelle nicht mehr ausreichte, initiierte der aus Königshofen stammende Wermerichshausener Pfarrer Kaspar Indau (1733–1768) den Bau der heutigen St. Laurentius und Mariä Himmelfahrt-Kirche unter dem Würzburger Fürstbischof Friedrich Karl von Schönborn-Buchheim. Der Bau der Kirche wurde aus dem Opfergeld der Wallfahrer finanziert, später vermachte Pfarrer Indau auch sein Vermögen zugunsten der St. Laurentius und Mariä Himmelfahrt-Kirche.
Die Kirche entstand mit dem Bau des Langhauses vom 23. Juni 1734 bis 1737 unter dem Baumeister Georg Tantzer aus Ebern.
Der im Jahr 1737 wohl vom Neustädter Künstler Benedict Lux errichtete Hochaltar wurde vom Kloster Bildhausen finanziert. Der Hochaltar trägt das Wappen von Engelbert Klöpfel, dem Abt des Klosters. Als Altarbild wurde die Erscheinung Mariens mit dem Gottessohn beim hl. Bernhard von Clairvaux ausgewählt. Die Seitenfiguren stellen (von links nach rechts) den hl. Aquilin, den hl. Kilian, den hl. Engelbert und den hl. Johannes Nepomuk dar.
Am linken Seitenaltar befindet sich, auf Goldgrund stehend, die Mitte des 14. Jahrhunderts entstandene Wallfahrtsfigur Maria mit Kind. Die Marienfigur wird von lebensgroßen Säulen der hl. Joachim und Anna, der Eltern Mariens, sowie ihrer weiteren Verwandten, des hl. Zacharias und der hl. Elisabet flankiert. Der rechte Seitenaltar beherbergt zu beiden Seiten des Altarbildes vom reichen Fischfang die vier Evangelisten.
In der Kanzel befinden sich in vier Nischen die Bildsäulen der Kirchenväter Gregorius, Augustinus, Ambrosius und Hieronymus.
Die Orgel wurde im Jahr 1738 von Johann Philipp Seuffert geschaffen.
Der frühgotische Kirchturm wurde etwa im Jahr 1775 erhöht; in diesem Zusammenhang hat sich ein Überschlag des Kissinger Zimmermeisters Johann Streit erhalten.
Die Kirche wurde mehrfach, unter anderem im Jahr 1867, renoviert.
Seit 2002 gehört die Kirche zu den Stationen des Fränkischen Marienwegs.